# Chappes, Puy-de-Dôme
Chappes är en kommun i departementet Puy-de-Dôme i regionen Auvergne-Rhône-Alpes i centrala Frankrike. Kommunen ligger i kantonen Ennezat som tillhör arrondissementet Riom. År 2022 hade Chappes 1 609 invånare.

## Befolkningsutveckling
Antalet invånare i kommunen Chappes
| Referens: INSEE |